# Budzsinkan
A Budzsinkan (武神館; Budzsinkan; Hepburn: Bujinkan) egy japán harcművészeti szövetség, tágabb értelemben az abban oktatott harcművészeti irányzat neve is. A szó jelentése: „A Mennyei Harcos Isten Edzőhelye” vagy „Az Isteni Harcos Edzőhelye”. A Budzsinkan az a világszövetség, amely összefogja és egységesen irányítja azt a kilenc harcművészeti iskolát amelyekből áll. A világ számos országában található Budzsinkan dódzsó. Ezen kilenc iskolán felül még további iskolák tanait is oktatják a Budzsinkanban, de ez eléggé ritka és leginkább csak a magas rangú mesterek találkoznak velük.
A szövetség alapjait Takamacu Tosicugu rakta le. Magát a szövetséget Hacumi Maszaaki hozta létre. A Budzsinkan 1982-ben jött létre, mint igazi szövetség, akkor Budzsinkan Ninpó Taidzsucu (Bujinkan Ninpō Taijutsu) néven. Ezt Hacumi szenszei 1995-ben Budzsinkan Budó Taidzsucura (武神館武道体術; Hepburn: Bujinkan Budō Taijutsu) változtatta.

## Felépítése
A szervezet felépítése, akárcsak maga a stílus, meglehetősen kötetlen. A vezetője Hacumi Maszaaki szóke. Utána a sihanok és sidosik következnek. Egy sidosi tartozhat egy sihan alá is, de közvetlenül Hacumi szenszei alá is. A sihanok és sidosik alá tartozhatnak sidosi-hók, szenszejek és szempájok is. Vagyis elmondható hogy majdnem minden fokozat alá tetszőleges szinten alatta lévő fokozat közvetlenül is csatlakozhat. Sok sihannak vannak kezdő - fehér és zöld öves - tanítványai is, de fekete övesek is, akiknek vagy van saját dódzsójuk saját (akár fekete öves) tanítványokkal vagy nincs.
Az országokban ahol van Budzsinkan, vagy van Budzsinkan szövetség alakítva, vagy nincs, mivel a szervezet nem piramis-felépítésű, így nincs rájuk szükség. Az előbbiekben leírt laza szerkezet miatt a országokban nincsenek kijelölt vezetők sem, minden dódzsóvezető (; dódzsó csó; Hepburn: Dojo cho, ’dodzsóvezető’) maga választja meg a tanárát (sidosi, sihan, vagy ha elég magas fokozatú akkor maga Hacumi szenszei).
A Budzsinkan Rjú, amelyre az utóbbi időkben egyre több hangsúlyt fektet a szóke, kilenc rjúból (iskola, stílus) áll össze, ezek pedig
- Gikan Rjú Koppódzsucu (義鑑流骨法術; Hepburn: Gikan Ryū Koppōjutsu?; az igazság, hűség és igazságosság iskolája)
- Gjokko Rjú Kossidzsucu (玉虎流骨指術; Hepburn: Gyokko Ryū Kosshijutsu?; a drágakő tigris iskolája)
- Gjokusin Rjú Ninpó (玉心流忍法; Hepburn: Gyokushin Ryū Ninpō?; a drágakő szív iskolája)
- Kotó Rjú Koppódzsucu (虎倒流骨法術, Kotō Ryū Koppōjutsu; a romboló tigris iskolája?)
- Kukisinden Rjú Happó Bikendzsucu (九鬼神伝流八法秘剣術; Kukishinden Ryū Happō Hikenjutsu?)
- Kumogakure Rjú Ninpó (雲隠流忍法, Kumogakure Ryū Ninpō; az elrejtett felhő iskolája?)
- Sindenfudo Rjú Dakentaidzsucu (神伝不動流打拳体術; Hepburn: Shindenfudō Ryū Dakentaijutsu?; a mozdíthatatlan szív iskolája)
- Takagi Jósin Rjú Dzsútaidzsucu (高木揚心流柔体術; Hepburn: Takagi Yōshin-ryū Jūtaijutsu?; a magas fa, felemelkedett szív iskolája)
- Togakure Rjú Ninpó Taidzsucu (戸隠流忍法体術; Hepburn: Togakure Ryū Ninpō Taijutsu?; az elrejtett ajtó iskolája)

A Togakure Rjú Ninpó a legfontosabb és egyben a legmagasabb szintű, a többi nyolc (kettő ninpó és hat szamuráj) ennek szolgáltatja az alapokat, és szándékosan lettek összeválogatva.

## Fokozatok
Sokáig a számos egyéb budó irányzatra jellemző 6 kjús rendszer volt életben különböző övszínekkel, de már sok éve a 10 kjús rendszer van használatban. A kjú fokozatok tíztől (legalacsonyabb) növekednek egyig (legmagasabb).
A mester fokozatok neve dan. Egytől (legalacsonyabb) tízig (legmagasabb) lehet dan fokozatot szerezni. A szenszei megnevezés már az első dantól megilleti a fekete öveseket. Az ötödik dan letételének feltétele a sikeres Szakki-teszt. Japánban az ötödik dan egy vízválasztó, az elérése után szoktak a mesterek dódzsót alapítani. A tizedik dan után még el lehet érni további öt, úgynevezett belső fokozatot az öt alapelemre (föld, víz, tűz, levegő, világegyetem/űr/üresség), de ezek már nem dan fokozatok, bár az egyszerűség kedvéért annak szokták nevezni őket. Belső fokozat eléréséhez szükséges a tizedik dan megléte, és csak sorban, egymás után lehet ezeket a fokozatokat megszerezni. Ez némi félreértést okoz a Budzsinkanon kívül. Ezek a
- Csigjo Happo Hiken (; Hepburn: Chigyo Happo Hiken?) - „11. dan”
- Szuigjo Happo Hiken (; Hepburn: Suigyo Happo Hiken?) - „12. dan”
- Kagjo Happo Hiken (; Hepburn: Kagyo Happo Hiken?) - „13. dan”
- Fugjo Happo Hiken (; Hepburn: Fugyo Happo Hiken?) - „14. dan”
- Kugjo Happo Hiken (; Hepburn: Kugyo Happo Hiken?) - „15. dan”

Továbbá megszerezhető a Menkjo kaiden (免許皆伝; Hepburn: Menkyo kaiden) nevű oklevél is, amely akkor jár, ha az adott mester mindent tud egy adott iskoláról, vagy pl. a kardvívásról, lándzsavívásról, stb. A Menkjó Kaiden megszerzéséhez nem szükséges a tizedik dan utáni öt belső fokozat egyikének megszerzése sem, az attól független.
A dódzsó-vezetők megnevezése dódzsó cso (; Hepburn: dojo cho).
A Budzsinkanban az öltözék (gi) teljesen fekete, rajta csak a Budzsinkan emblémája és a rangjelzés lehet, esetleg a dódzsó címere és a nemzeti címer vagy zászló a kabátujjon. Semmilyen reklám viselése nem megengedett.
A fokozatok jelölése teljesen eltér minden más harcművészeti irányzattól.
A tizedik kjú övszíne a fehér, a ruhán piros alapú, fehér feliratú és fehér szegélyű emblémával. Kilencedik kjútól első kjúig az öv színe tizennégy év alatt fiúknak és lányoknak is sárga, afelett fiúknak zöld, lányoknak piros. Az övek színének ilyen módon való váltogatása nem kötelező, sok helyen a lányok és a tizennégy év alatti fiúk is zöld övet hordanak a piros illetve a sárga helyett, a fokozatot úgysem az öv mutatja. Az embléma mindvégig változatlan, de körülötte csillagok jelzik a rangot:
- 10 kjú - nincs csillag
- 9 kjú - nincs csillag, övszín-váltás
- 8 kjú - 1 ezüst csillag
- 7 kjú - 2 ezüst csillag
- 6 kjú - 3 ezüst csillag
- 5 kjú - 4 ezüst csillag
- 4 kjú - ezüst csillagok eltűnnek, 1 arany csillag
- 3 kjú - 2 arany csillag
- 2 kjú - 3 arany csillag
- 1 kjú - 4 arany csillag

A csillagokat általában sem a tanuló, sem a mester fokozatúak nem varrják fel az embléma köré.
Az első kjú és az első dan fokozat között legalább egy év a kivárási idő, de ettől a vizsgáztató vagy adományozó mester eltérhet. Az öv színe első dantól szín fekete, bár elterjedt és megengedett hogy arany színnel belehímeztetik az öv két végébe a Budzsinkan írásjeleit, illetve a tulajdonos kanával írt japán nevét.
Első dantól az embléma piros alapú, rajta fekete felirat és fekete szegély. Egytől négy danig a fokozat megnevezése sidosi-ho (; Hepburn: shidoshi-ho, ’fiatal tanító’), amennyiben az illető megkapta és kiváltotta az adott évre a sidosi-ho licencet.
Ötödik dantól lehet a mester megnevezése sidosi (士道師; Hepburn: shidoshi, ’tanító’), feltéve ha kiváltotta az adott évre az engedélyét. Az embléma piros alapú, rajta fekete felirat és fehér szegély. Az ötödik dan megszerzéséhez legalább egy sihan ajánlása és a sikeres Szakki-teszt szükséges. A Szakki-tesztet csak a szóke végezheti el, vagyis csak ő adhatja meg az ötödik dan fokozatot. Hetedik dantól lehet valaki shihan, ami a "család" közvetlen tanítóját jelöli. A sihan cím nem jár automatikusan egy bizonyos dan fokozat elérésekor, legalább három shihan ajánlása szükséges hogy a szóke ezt a címet adományozza. Lehet valaki tíz danosan is sidossi.
Tizedik dannál az embléma narancssárga alapú, zöld felirattal és világoskék szegéllyel.
A szóke emblémája piros alapon narancssárga felirat és szegély, csillagok nélkül. 
Csillagokkal való fokozatjelölés van a mester fokozatoknál is:
- 1 dan - nincs csillag
- 2 dan - 1 ezüst csillag
- 3 dan - 2 ezüst csillag
- 4 dan - 3 ezüst csillag
- 5 dan - emblémaváltás, nincs csillag
- 6 dan - 1 arany csillag
- 7 dan - 2 arany csillag
- 8 dan - 3 arany csillag
- 9 dan - 4 arany csillag
- 10 dan - emblémaváltás, nincs csillag

A tizedik dan fölötti további öt fokozatot is egy-egy arany csillaggal jelölik. Ezeket az öt alapelem elveinek megfelelő szintű ismeretére, alkalmazására adhatja a szóke.
A tizenötös szám nagy hagyománnyal bír Japánban. A tizenötödik éltévét betöltött ifjú szamuráj ekkortól kezdve felnőtt volt, a hűbérura szolgálatába állt és akár csatába is ment. Ezt jelképezi a "15 dan" is, amely első viselőit 2004-ben jelölte ki Hacumi szóke. Ő a szóke címet Sova 33. évének 3. hónapjának 3. napján kapta meg, 2004-ben pedig azon a napon telt el 33 év, 3 hónap és három nap amikor kiosztotta az első négy Kugyo Happo Hiken fokozatot, vagyis "15 dant".
A tizenöt mesterfokozat a Tencsidzsin (; Hepburn: Tenchijin) elve szerint három csoportra van osztva.
- 1-5 dan - Ten (; Hepburn: Ten?, ’Menny’)
- 6-10 dan - Csí (; Hepburn: Chi?, ’Föld’)
- 11-15 dan - Dzsin (; Hepburn: Jin?, ’Ember’)

A sidosihó, sidosi és a sihan fokozatok nem kötődnek szorosan a fokozatokhoz. Lehet valaki négy danosan is szenszei, míg másvalaki 2 danosan sidosihó. Vagy lehet valaki már öt danosan sidosi, míg másvalaki még "13 danosan" is szintén sidosi, miközben megint mások már kilenc dannal sihanok. Többnyire azért elmondható, hogy a tizedik dan megszerzésével jár a sihan cím is. Mind a kjú, mind pedig a dan fokozatoknál a vizsgáztató/adományozó átléphet akár több fokozatot is, akár kjú és dan között is léphet, illetve eltekinthet a kivárási időtől.

## Lásd még
- Nindzsucu
- Takamacu Tosicugu
- Hacumi Maszaaki